# Maxburretia
Maxburretia es un género con 3 especies de plantas con flores perteneciente a la familia  de las palmeras (Arecaceae).  Se encuentra en el sur de Tailandia y Malasia. 

## Taxonomía
El género fue descrito por Caetano Xavier Furtado y publicado en Gardens' Bulletin, Straits Settlements ser. 3. 11: 240. 1941.
Etimología
Maxburretia: nombre genérico que fue otorgado en honor del botánico alemán Max Burret.

## Especies
- Maxburretia frutadoana
- Maxburretia gracilis
- Maxburretia rupicola